# Tupfenlaubfrosch

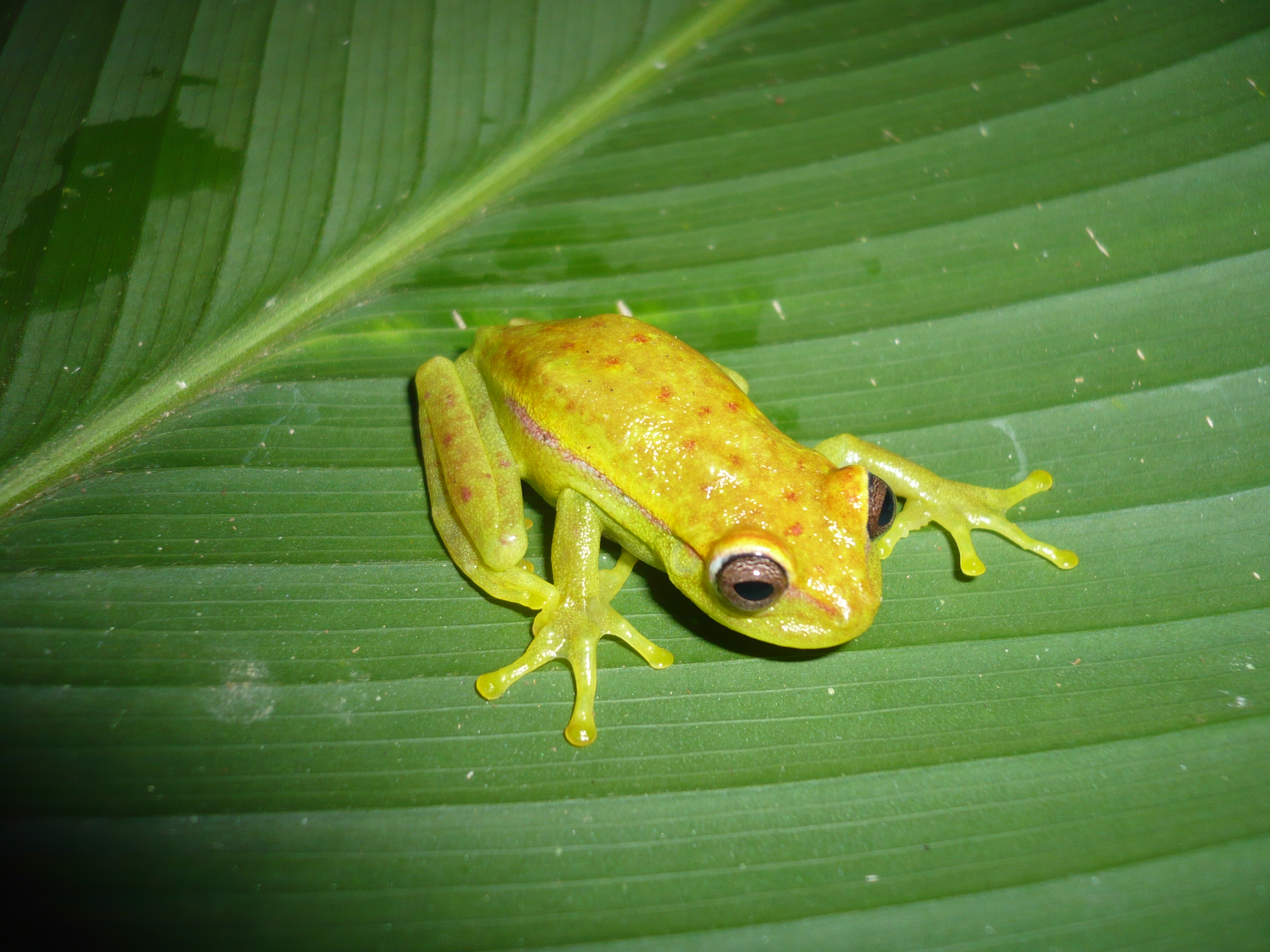
Tupfenlaubfrosch (Boana punctata) in Peru

Der Tupfenlaubfrosch (Boana punctata, Syn.: Hypsiboas punctatus) ist ein in Südamerika vorkommender Froschlurch aus der Familie der Laubfrösche (Hylidae). Die Art erlangte gesteigerte Aufmerksamkeit, weil bei ihr erstmals für eine Froschlurchart ein Fluoreszieren der Haut bei Bestrahlung mit UV-Licht festgestellt wurde.

## Beschreibung
Der Tupfenlaubfrosch erreicht eine Körperlänge von 3,0 bis 3,5 Zentimetern. Der Frosch hat eine glatte Haut, eine gelbgrüne bis rötlich grüne Grundfarbe und ist auf der Oberseite mit vielen kleinen kreisrunden rotbraunen Flecken überzogen. Im englischen Sprachgebrauch wird er deshalb als Polka-dot tree frog (Gleichmäßig gepunkteter Baumfrosch) bezeichnet. Die Unterseite ist einfarbig weißlich gelb. Die mit UV-Licht bestrahlten Tiere leuchten giftgrün bis blaugrün.

## Verbreitung und Lebensraum

Verbreitungskarte

Das Verbreitungsgebiet des Tupfenlaubfroschs umfasst Guyana, Surinam, Venezuela, Kolumbien, Ecuador, Peru, Bolivien, Brasilien, den Norden von Paraguay und Argentinien sowie Trinidad und Tobago.
Er besiedelt viele unterschiedliche Biotope, dazu zählen tropische und trockene Wälder, Sümpfe und Wiesen sowie auch Gärten und städtische Gebiete. Das Höhenvorkommen reicht von der Ebene bis auf 1400 Meter.

## Lebensweise
Die Frösche ernähren sich in erster Linie von Wirbellosen, bevorzugt von Fliegen. In der Paarungszeit versammeln sie sich in Gewässern. Die Männchen verteidigen aggressiv ihre Territorien und verwenden dabei ein ausgedehntes Gesangsrepertoire von sieben verschiedenen Rufen, die auch zur Werbung für die Weibchen dienen. Die Männchen emittieren Pheromone aus speziellen Hautdrüsen, um die Weibchen zu gewinnen. Diese legen jeweils 10 bis 15 Eier in gallertartigen Laichballen ab, die auf der Wasseroberfläche schwimmen. Die Gesamtzahl der produzierten Eier beträgt etwa 300.

## Fluoreszenz
Bei der Bestrahlung mit UV-Licht leuchten beide Geschlechter überwiegend giftgrün. Ob dieser Effekt einen Einfluss auf das Paarungsverhalten hat, konnte noch nicht geklärt werden. Angenommen wird, dass die Frösche neben akustischen und chemischen Signalen auch mithilfe der Fluoreszenz kommunizieren. Ob die Tiere die Leuchtfarbe überhaupt sehen können, ist bislang jedoch noch nicht ermittelt worden. Der Effekt der Fluoreszenz bei Froschlurchen wurde bisher übersehen. In weiteren Untersuchungen soll festgestellt werden, ob diese Besonderheit auch bei anderen Arten auftritt und welchen Nutzen die Tiere daraus ziehen.

## Status der Gefährdung
Tupfenlaubfrosch ist in Südamerika weit verbreitet und nicht selten. Demzufolge klassifiziert die Weltnaturschutzorganisation IUCN die Art als  „least concern = nicht gefährdet“.